# Gornji Maslarac
Gornji Maslarac – wieś w Chorwacji, w żupanii kopriwnicko-kriżewczyńskiej, w gminie Sokolovac. W 2011 roku liczyła 42 mieszkańców.